# Кожевникова, Татьяна Николаевна
Татьяна Николаевна Кожевникова (род. 20 мая 1956, Тула) ― советский и российский педиатр, пульмонолог, кандидат медицинских наук, почётный гражданин города Тулы (2011). Заслуженный врач Российской Федерации (2007).

## Биография
Родилась 20 мая 1956 года в городе Туле. В 1979 году завершила обучение в Рязанском медицинском институте, по специальности лечебное дело. По окончании высшего учебного заведения осталась работать в клинической ординатуре на кафедре детских болезней.
С 1981 по 1983 годы осуществляла врачебную практику в Областной детской больнице города Тулы, работала заведующей приемным отделением, а с 1983 по 1990 годы работала врачом ординатором пульмонологического отделения. С 1990 по 2000 годы назначена и выполняла обязанности заместителя главного врача по лечебной части Областной детской больницы.
С 2000 года является доцентом кафедры педиатрии медицинского института Тулского государственного университета, с 2010 года профессор кафедры педиатрии ТулГУ.
В 1986 году успешно завершила обучение в заочной аспирантуре на кафедре детских болезней Рязанского медицинского института им. Академика И.П.Павлова и защитила кандидатскую диссертацию в НИИ педиатрии и детской хирургии Министерства здравоохранения Российской Федерации города Москвы.
Постоянно ведёт научно-исследовательскую работу, является автором более 80 научных работ. Активно делится своими знаниями с будущими работниками медицины, готовит научные студенческие работы на практические конференции регионального, республиканского и международного уровней.
20 мая 2002 года согласно приказу Комитета по здравоохранению и медицинскому страхованию Управы города Тулы, на базе МУЗДГБ № 3 был организован Городской Центр респираторной патологии у детей, руководить которым была назначена Татьяна Николаевна. До настоящего времени работает в этой должности.
Решением Тульской городской Думы № 30/622 от 2 сентября 2011 года, «за значительный вклад в развитие детского здравоохранения, активную научно-исследовательскую, преподавательскую и общественную деятельность», Татьяне Николаевне Кожевниковой было присвоено звание "Почётный гражданин города Тулы".
Активно участвует в общественной жизни города и региона. Является членом правления общества православных врачей, с 2010 года заместитель председателя общества врачей города Тулы.
Проживает в городе Туле. 

## Награды и звания
- Заслуженный врач Российской Федерации (2007),
- медаль Ярослава Мудрого - за успехи в педагогической, общественной и научной деятельности, талант врача-клинициста.
- Почётный гражданин города Тулы (02.09.2011).